# Alchemilla laeta
Alchemilla laeta är en rosväxtart som beskrevs av Sergei Vasilievich Juzepczuk. Alchemilla laeta ingår i släktet daggkåpor, och familjen rosväxter. Inga underarter finns listade i Catalogue of Life.